# Font de Padengallard
La Font de Padengallard és una font del terme municipal de Tremp, del Pallars Jussà, a l'antic terme de Fígols de Tremp, en territori de l'antic poble d'Eroles.
Està situada a 682,1 m d'altitud, al sud-est d'Eroles i al nord-oest del Tossal de Velart, a la carena que s'alça a ponent del barranc de Sant Adrià.